# 119 (teléfono)
119 es un número telefónico de emergencia utilizado en ciertas partes de Asia.

## 119 en Corea del Sur
119 en Corea del Sur es un número de emergencia que conecta con el departamento de bomberos y el servicio médico de emergencia operado por la Agencia Nacional de Administración de Emergencias. La ubicación de la persona que realiza la llamada es automáticamente localizada una vez que la conexión es establecida. 1339 es un número independiente a 119 usado para información médica, pero no es de emergencia. Existe un número de emergencia de paga llamado «U119» que puede ser usado por personas registradas de edad avanzada o pacientes con cáncer. 112 es el número de emergencia para la policía, así como otros servicios, como localizar a una persona desaparecida.

## 119 en Japón
119 en Japón es un número de emergencia que conecta con el departamento de bomberos y el servicio médico de emergencia. El sistema 119 en Japón (a diferencia de Corea del Sur), aún no puede registrar la localización de la persona que realiza la llamada, por lo que ésta tiene que proporcionarla manualmente.Para los servicios policiales es usado el número 110. Las llamadas realizadas en el área de Tokio pueden ser atendidas en otros idiomas extranjeros por los operadores evitando así el mal entendimiento de extranjeros no fluidos en el idioma japonés.

## 119 en China
119 está reconocido en China como el número de emergencia estándar para el departamento de bomberos. Al igual que en Japón, el número para la policía es el 110. El número para el servicio médico de emergencia es el 120.

## 119 en Taiwán
119 es en Taiwán el número de emergencia para el departamento de bomberos y el servicio médico de emergencia. Al igual que en Japón, el número para la policía es el 110.

## 119 en Sri Lanka
El sistema de respuesta 119 fue establecido durante el periodo de la Guerra Civil de Sri Lanka. Fue establecido como un número para ayuda y rescate en caso de terrorismo, así, también, como herramienta en la localización y prevención de ataques terroristas. Actualmente el 119 es el número de emergencias estándar utilizado para la policía y el servicio médico de emergencia. Cuando se realiza la llamada, se le es remitida a la persona que la realizó a la estación de policía o servicio médico de emergencia más cercano de su locación según sea el motivo de su llamada. Este número es accesible desde cualquier parte de la isla desde cualquier teléfono de línea fija o móvil.

## 119 en Maldivas
El 119 en Maldivas es un número de emergencia que conecta directamente con la Policía Nacional de Maldivas.